# RATP Z 1500
Die Z 1500 oder MI 2N „Altéo“ sind zweisystemfähige Doppelstocktriebzüge, die auf der französischen Linie RER A im Großraum Paris eingesetzt werden. Die Einheiten wurden von GEC Alsthom (X’Trapolis-Familie) und ANF (Bombardier France) gebaut.
Die MI 2N der RATP unterscheiden sich von den SNCF-Einheiten der Bauart Z 22500 „Eole“ durch eine Motorisierung des mittleren Wagens und weniger dichte Bestuhlung. Die Fahrzeuge wurden zum MI 09 weiterentwickelt.

## Geschichte

### Einsatz
Die erste Altéo-Einheit fuhr am 6. Juni 1997 im öffentlichen Verkehr. Für die RER-Linie A wurden 43 Fünfwageneinheiten (215 Wagen) gebaut. Die Altéo werden ausschließlich auf dieser Linie eingesetzt und verkehren in der Regel in Doppeltraktion.

### Modernisierung
Ab 2019 werden die 43 RATP-Einheiten einem Modernisierungsprogramm unterzogen, das die Erneuerung der Fahrgasträume (Austausch von Sitzen und Bodenbeschichtungen, Beleuchtung, Anordnung von Mehrzweckbereichen), den Einbau eines Videoüberwachungssystems, bessere Zugänglichkeit für Fahrgäste mit eingeschränkter Mobilität (zusätzlich eine Ruftaste für Rollstuhlfahrer und ein verbessertes Lautsprechersystem) und die Verbesserung des Fahrgastinformationssystems umfasst. Dieses Renovierungsprogramm wird von der RATP-Gruppe verwaltet und nebenfinanziert von der RATP und der Île-de-France Mobiilités (IDFM), das Programm stellt eine Gesamtsumme von 134 Mio. EUR dar.  Nach der Modernisierung erhalten die Einheiten eine neue Außenlackierung in den IDFM-Farben (grau, weiß und hellblau). Die RATP hat die Realisierung dieses Renovierungsprogramms an CAF vergeben. Die ersten Einheiten werden voraussichtlich im Jahr 2020 in Dienst gestellt.

## Technik
Die Einheiten sind zweisystemfähig für 1500 V Gleich- und 25 kV Wechselspannung mit einer Frequenz von 50 Hz. Auf den Strecken der Linie RER A sind Abschnitte mit beiden Stromsystemen vorhanden (25 kV auf den RFF- bzw. SNCF-Abschnitten von Cergy-le-Haut und Poissy bis Nanterre-Préfecture, 1,5 kV auf den RATP-Strecken von  Nanterre-Préfecture nach Marne-la-Vallée, Boissy-Saint-Léger und Saint-Germain-en-Laye).

### Züge
| Zug     | Komposition                                       | Inbetriebsetzung | Lackierung    | Name |
| ------- | ------------------------------------------------- | ---------------- | ------------- | ---- |
| 1501/02 | ZRBx 1501, ZBx 2501, ZB 3501, ZAB 2502, ZRBx 1502 | Juni 1997        | Île-de-France | /    |
| 1503/04 | ZRBx 1503, ZBx 2503, ZB 3502, ZAB 2504, ZRBx 1504 | Juli 1997        | Île-de-France | /    |
| 1505/06 | ZRBx 1505, ZBx 2505, ZB 3503, ZAB 2506, ZRBx 1506 | August 1997      | Île-de-France | /    |
| 1507/08 | ZRBx 1507, ZBx 2507, ZB 3504, ZAB 2508, ZRBx 1508 | September 1997   | Île-de-France | /    |
| 1509/10 | ZRBx 1509, ZBx 2509, ZB 3505, ZAB 2510, ZRBx 1510 | Juni 1998        | Île-de-France | /    |
| 1511/12 | ZRBx 1511, ZBx 2511, ZB 3506, ZAB 2512, ZRBx 1512 | Juli 1998        | Île-de-France | /    |
| 1513/14 | ZRBx 1513, ZBx 2513, ZB 3507, ZAB 2514, ZRBx 1514 | August 1998      | Île-de-France | /    |
| 1515/16 | ZRBx 1515, ZBx 2515, ZB 3508, ZAB 2516, ZRBx 1516 | September 1998   | Île-de-France | /    |
| 1517/18 | ZRBx 1517, ZBx 2517, ZB 3509, ZAB 2518, ZRBx 1518 | Juni 1999        | Île-de-France | /    |
| 1519/20 | ZRBx 1519, ZBx 2519, ZB 3510, ZAB 2520, ZRBx 1520 | Juli 1999        | Île-de-France | /    |
| 1521/22 | ZRBx 1521, ZBx 2521, ZB 3511, ZAB 2522, ZRBx 1522 | August 1999      | Île-de-France | /    |
| 1523/24 | ZRBx 1523, ZBx 2523, ZB 3512, ZAB 2524, ZRBx 1524 | Juni 2000        | Île-de-France | /    |
| 1525/26 | ZRBx 1525, ZBx 2525, ZB 3513, ZAB 2526, ZRBx 1526 | Juli 2000        | Île-de-France | /    |
| 1527/28 | ZRBx 1527, ZBx 2527, ZB 3514, ZAB 2528, ZRBx 1528 | August 2000      | Île-de-France | /    |
| 1529/30 | ZRBx 1529, ZBx 2529, ZB 3515, ZAB 2530, ZRBx 1530 | Juni 2001        | Île-de-France | /    |
| 1531/32 | ZRBx 1531, ZBx 2531, ZB 3516, ZAB 2532, ZRBx 1532 | Juli 2001        | Île-de-France | /    |
| 1533/34 | ZRBx 1533, ZBx 2533, ZB 3517, ZAB 2534, ZRBx 1534 | August 2001      | Île-de-France | /    |
| 1535/36 | ZRBx 1535, ZBx 2535, ZB 3518, ZAB 2536, ZRBx 1536 | September 2001   | Île-de-France | /    |
| 1537/38 | ZRBx 1537, ZBx 2537, ZB 3519, ZAB 2538, ZRBx 1538 | Oktober 2001     | Île-de-France | /    |
| 1539/40 | ZRBx 1539, ZBx 2539, ZB 3520, ZAB 2540, ZRBx 1540 | Januar 2002      | Île-de-France | /    |
| 1541/42 | ZRBx 1541, ZBx 2541, ZB 3521, ZAB 2542, ZRBx 1542 | Februar 2002     | Île-de-France | /    |
| 1543/44 | ZRBx 1543, ZBx 2543, ZB 3522, ZAB 2544, ZRBx 1544 | März 2002        | Île-de-France | /    |
| 1545/46 | ZRBx 1545, ZBx 2545, ZB 3523, ZAB 2546, ZRBx 1546 | April 2002       | Île-de-France | /    |
| 1547/48 | ZRBx 1547, ZBx 2547, ZB 3524, ZAB 2548, ZRBx 1548 | Mai 2002         | Île-de-France | /    |
| 1549/50 | ZRBx 1549, ZBx 2549, ZB 3525, ZAB 2550, ZRBx 1550 | Juni 2002        | Île-de-France | /    |
| 1551/52 | ZRBx 1551, ZBx 2551, ZB 3526, ZAB 2552, ZRBx 1552 | Juli 2002        | Île-de-France | /    |
| 1553/54 | ZRBx 1553, ZBx 2553, ZB 3527, ZAB 2554, ZRBx 1554 | August 2002      | Île-de-France | /    |
| 1555/56 | ZRBx 1555, ZBx 2555, ZB 3528, ZAB 2556, ZRBx 1556 | September 2002   | Île-de-France | /    |
| 1557/58 | ZRBx 1557, ZBx 2557, ZB 3529, ZAB 2558, ZRBx 1558 | Oktober 2002     | Île-de-France | /    |
| 1559/60 | ZRBx 1559, ZBx 2559, ZB 3530, ZAB 2560, ZRBx 1560 | Januar 2003      | Île-de-France | /    |
| 1561/62 | ZRBx 1561, ZBx 2561, ZB 3531, ZAB 2562, ZRBx 1562 | Februar 2003     | Île-de-France | /    |
| 1563/64 | ZRBx 1563, ZBx 2563, ZB 3532, ZAB 2564, ZRBx 1564 | März 2003        | Île-de-France | /    |
| 1565/66 | ZRBx 1565, ZBx 2565, ZB 3533, ZAB 2566, ZRBx 1566 | April 2003       | Île-de-France | /    |
| 1567/68 | ZRBx 1567, ZBx 2567, ZB 3534, ZAB 2568, ZRBx 1568 | Mai 2003         | Île-de-France | /    |
| 1569/70 | ZRBx 1569, ZBx 2569, ZB 3535, ZAB 2570, ZRBx 1570 | Juni 2003        | Île-de-France | /    |
| 1571/72 | ZRBx 1571, ZBx 2571, ZB 3536, ZAB 2572, ZRBx 1572 | Februar 2004     | Île-de-France | /    |
| 1573/74 | ZRBx 1573, ZBx 2573, ZB 3537, ZAB 2574, ZRBx 1574 | März 2004        | Île-de-France | /    |
| 1575/76 | ZRBx 1575, ZBx 2575, ZB 3538, ZAB 2576, ZRBx 1576 | April 2004       | Île-de-France | /    |
| 1577/78 | ZRBx 1577, ZBx 2577, ZB 3539, ZAB 2578, ZRBx 1578 | Mai 2004         | Île-de-France | /    |
| 1579/80 | ZRBx 1579, ZBx 2579, ZB 3540, ZAB 2580, ZRBx 1580 | März 2005        | Île-de-France | /    |
| 1581/82 | ZRBx 1581, ZBx 2581, ZB 3541, ZAB 2582, ZRBx 1582 | April 2005       | Île-de-France | /    |
| 1583/84 | ZRBx 1583, ZBx 2583, ZB 3542, ZAB 2584, ZRBx 1584 | Mai 2005         | Île-de-France | /    |
| 1585/86 | ZRBx 1585, ZBx 2585, ZB 3543, ZAB 2586, ZRBx 1586 | Juni 2005        | Île-de-France | /    |